# Sarentino
Sarentino este o comună din provincia Bolzano, regiunea Trentino-Alto Adige, Italia, cu o populație de 7.182 de locuitori&#32 (2020);și o suprafață de 302,27 km².

## Demografie
Sarentino - evoluția demografică

|  | Graficele sunt indisponibile din cauza unor probleme tehnice. Mai multe informații se găsesc la Phabricator și la wiki-ul MediaWiki. |

Date: Recensăminte sau birourile de statistică - grafică realizată de Wikipedia